# Ashley Miles
Ashley Miles (San Antonio, 3 de março de 1985) é uma ex-ginasta norte-americana que competiu em provas de ginástica artística.
Ashley fez parte da equipe norte-americana que disputou o Campeonato Mundial de Gante, em 2001, na Bélgica.